# Nash the Slash
Nash the Slash (polgári nevén James Jeffrey Plewman; Toronto, 1948. március 26. – Toronto, 2014. május 10.) kanadai zenész volt. Progresszív rock illetve elektronikus zenét játszott. Olyan hangszereket használt, mint a glockenspiel vagy az elektromos hegedű.

## Pályafutása
1975-ben kezdődött a zenei karrierje. 1976-ben alapította meg az FM nevű együttest, amely a mai napig működik. Zenéje változatos, hiszen az instrumentális zenén kívül rock és pop, illetve elektronikus zenét is játszik. Jellegzetessége az arcát borító géz. A gézt 1970-ben kezdte viselni, amikor egy katasztrófa miatt tartott koncerten viselt gézt az arcán, hogy megmutassa a nagyközönségnek, hogy "ez történhet velük." Karrierje alatt saját lemezkiadót alapított, Cut-throat Records néven. 
2014. május 10-én hunyt el torontói otthonában, 66 évesen, szívroham következtében.